# Library of Congress Country Studies
Studiile de țară sunt lucrări publicate de Federal Research Division din Statele Unite Biblioteca Congresului, disponibile gratuit pentru a fi utilizate de cercetători.  Nu se revendică niciun drept de autor asupra lor. Prin urmare, acestea au fost dedicate domeniului public și pot fi copiate liber, deși nu toate imaginile utilizate în acestea sunt în domeniul public. Seria de studii de țară prezintă o descriere și o analiză a cadrului istoric și a sistemelor și instituțiilor sociale, economice, politice și de securitate națională ale țărilor din întreaga lume. Seria examinează interrelațiile acestor sisteme și modul în care acestea sunt modelate de factori culturali.
Cărțile reprezintă analiza autorilor și nu ar trebui interpretate ca o expresie a unei poziții, politici sau decizii oficiale a Guvernului Statelor Unite. Autorii au căutat să adere la standardele acceptate de obiectivitate academică. 
Informațiile online conținute în studiile de țară online nu sunt protejate prin drepturi de autor și, prin urmare, sunt disponibile pentru utilizare gratuită și nerestricționată de către cercetători. Ca o curtoazie, cu toate acestea, de credit corespunzătoare ar trebui să fie acordată seriei. Materialul poate fi copiat în Wikipedia, dar regula plagiatului necesită acordarea unui credit explicit.
Edițiile tipărite ale tuturor cărților din serie (cu excepția studiilor regionale despre Macao și Afganistan) pot fi comandate de la Superintendentul documentelor, Us Government Publishing Office la Librăria Guvernului SUA.
Ultimul credit pentru program a fost în anul fiscal 2004. Ca răspuns la această infuzie unică „... Divizia Federală de Cercetare a inițiat acțiuni pentru a produce cinci noi studii de țară, precum și o serie de profiluri de țară mai scurte și actualizate. Toate aceste lucrări continuă, dar în absența unei finanțări reînnoite ... nu se poate iniția nicio lucrare suplimentară.”

## Țări cu studii publicate
Aceasta este o listă a țărilor pentru care studiile sunt disponibile la LOCCS, nu link-uri către astfel de studii.
- Afganistan
- Africa de Sud
- Albania
- Algeria
- Angola
- Arabia Saudită
- Armenia
- Austria
- Azerbaidjan
- Bahrain
- Bangladesh
- Belarus
- Belize
- Bhutan
- Bolivia
- Brazilia
- Bulgaria 1974 Manual zonal; 1992 Studiu de țară;
- Cambodgia
- Insulele Caraibe
- Ciad
- Chile
- China
- Coasta de Fildeș
- Columbia
- Comore
- Coreea de Nord
- Coreea de Sud
- Cipru
- Cehoslovacia (fostă)
- Republica Dominicană
- Ecuador
- Egipt
- Emiratele Arabe Unite
- El Salvador
- Estonia
- Etiopia
- Filipine
- Finlanda
- Georgia
- Germania
- Germania, Est (fostă)
- Ghana
- Guyana
- Haiti
- Honduras
- India
- Indonezia
- Iordania
- Iran (de asemenea, Army Area Handbooks 1964, 1971)
- Irak
- Israel
- Italia
- Iugoslavia (fosta)
- Japonia
- Kazahstan
- Kârgâzstan
- Kuweit
- Laos
- Letonia
- Liban
- Liberia—studiu de țară 1985, ediții anterioare 1960, anii 1970
- Libia
- Lituania
- Macao
- Madagascar
- Maldive
- Mauritania
- Mauritius
- Mexic
- Moldova
- Mongolia
- Nepal
- Nicaragua
- Nigeria
- Oman
- Pakistan
- Panama
- Paraguay
- Peru
- Polonia
- Portugalia
- Qatar
- România
- Rusia
- Rwanda (Manualul zonei armatei din 1968)
- Seychelles
- Singapore
- Siria
- Somalia
- Spania
- Sri Lanka
- Sudan
- Tadjikistan
- Thailanda
- Turkmenistan
- Turcia
- Uganda
- Uniunea Sovietică (fostă)
- Ungaria
- Uruguay
- Uzbekistan
- Venezuela
- Vietnam
- Vietnamul de Sud (fostul)
- Zair (fost)